# Gränna stad
Denna artikel handlar om den tidigare kommunen Gränna stad. För orten se Gränna.
Gränna stad var en stad och kommun i Jönköpings län. 

## Administrativ historik
Staden grundades den 24 januari 1652 under namnet "Brahe-Grenna" av greve Per Brahe d.y. Brahe-Grenna var Sveriges första och enda feodalstad, grundad med grevliga snarare, än kungliga stadsprivilegier. Grevskapet Visingsborg drogs in efter 1680 och Gränna erhöll också kungliga stadsprivilegier den 28 januari 1693.
Staden blev en egen kommun, enligt Förordning om kommunalstyrelse i stad (SFS 1862:14) från och med den 1 januari 1863, då Sveriges kommunsystem infördes. 1952 inkorporerades Gränna landskommun. 1971 gick staden upp i den då nybildade Jönköpings kommun.
1 januari 2016 inrättades distriktet Gränna, med samma omfattning som Gränna församling hade 1999/2000 och fick 1963, och vari detta område ingår.
Stadens rådhusrätt upphörde med utgången av år 1935, då Gränna lades under landrätt och ingick i Tveta, Vista och Mo tingslag.
Stadsförsamlingen var Gränna stadsförsamling och från 1952 också Gränna landsförsamling, vilka gick samman 1963 att bilda Gränna församling.

### Sockenkod
För registrerade fornfynd med mera så återfinns staden inom ett område definierat av sockenkod 0596 som motsvarar den omfattning staden hade kring 1950 och omfattar då även Gränna socken.

## Stadsvapnet
Blasonering: I blått fält två liljor och därunder en sexuddig stjärna, allt av guld.
Vapnet fastställdes av Kungl Maj:t år 1940.

## Geografi
Gränna stad omfattade den 1 januari 1952 en areal av 143,10 km², varav 127,17 km² land. Efter nymätningar och arealberäkningar färdiga den 1 januari 1957 omfattade staden den 1 november 1960 en areal av 142,89 km², varav 127,59 km² land.

### Tätorter i staden 1960
I Gränna stad fanns tätorten Gränna, som hade 1 703 invånare den 1 november 1960. Tätortsgraden i staden var då 53,0 procent.

## Politik

### Mandatfördelning i valen 1919–1966
| 2 | 8 | 10 |

| 17 | 3 |

| 3 | 6 | 11 |

| 19 |

| 4 | 7 | 9 |

| 19 |

| 3 | 13 | 4 |

| 18 |

| 4 | 7 | 9 |

| 18 |

| 2 | 2 | 8 | 8 |

| 18 |

| 8 | 6 | 6 |

| 19 |

| 7 | 1 | 6 | 6 |

| 18 |

| 8 | 8 | 4 |

| 17 | 3 |

| 10 |  | 7 | 8 | 9 |

| 34 |

| 11 | 6 | 9 | 9 |

| 32 |

| 10 | 7 | 9 | 9 |

| 32 |

| 12 | 7 | 8 | 8 |

| 31 |

| 11 | 7 | 6 | 3 | 8 |

| 31 |